# Värmlands Vikingacenter

Värmlands Vikingacenter är ett center, grundat 2008 i Värmlands Nysäter norr om Säffle, som förmedlar information om vikingatiden, tiden kring 1000-talet och bygdens historia runt Gillbergadalen. Centret ägs av Säffle kommun men disponeras av Föreningen Vikingaleden. Centret är byggt kring en 200 kvadratmeter stor vikingautställning som inköptes 2003 från Jorvik Viking Centre i York, England.